# Everglades (Florida)
Everglades es una ciudad ubicada en el condado de Collier en el estado estadounidense de Florida. En el censo de 2010 tenía una población de 400 habitantes y una densidad poblacional de 130,44 personas por km².

## Geografía
Everglades se encuentra ubicada en las coordenadas 25°51′27″N 81°23′12″O / 25.85750, -81.38667. Según la Oficina del Censo de los Estados Unidos, Everglades tiene una superficie total de 3.07 km², de la cual 2.38 km² corresponden a tierra firme y (22.55%) 0.69 km² es agua.

## Demografía
Según el censo de 2010, había 400 personas residiendo en Everglades. La densidad de población era de 130,44 hab./km². De los 400 habitantes, Everglades estaba compuesto por el 92.25% blancos, el 0.75% eran afroamericanos, el 2.25% eran amerindios, el 0% eran asiáticos, el 0% eran isleños del Pacífico, el 3% eran de otras razas y el 1.75% pertenecían a dos o más razas. Del total de la población el 11.25% eran hispanos o latinos de cualquier raza.